# Alfons Rzeszotarski

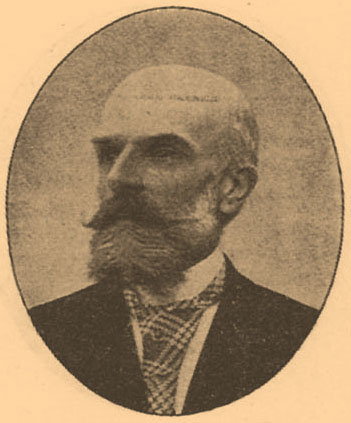
Alfons Rzeszotarski

Alfons Alexandrowitsch Rzeszotarski (russisch Альфонс Александрович Ржешотарский; * 22. Oktoberjul. / 3. November 1847greg. in Klwatka Szlachecka, Gmina Jedlińsk; † 16. Januarjul. / 29. Januar 1904greg. in St. Petersburg) war ein polnisch-russischer Ingenieur, Metallurg, Metallkundler und Hochschullehrer.

## Leben
Alfons Rzeszotarski besuchte die Mittelschule in Radom und das Warschauer Gymnasium. Darauf studierte er am St. Petersburger Technologie-Institut in der Mechanik-Abteilung mit Abschluss 1875 als Ingenieur-Technologe.
Rzeszotarski arbeitete zunächst im Putilowwerk, um 1876 in das von Dmitri Tschernow geleitete Obuchow-Werk zu wechseln. 1878 übernahm Rzeszotarski die Leitung der Bessemeranlage und des Glühens und Abschreckens der Geschützrohre. 1889 wurde er mit der Goldmedaille des Marine-Ministeriums ausgezeichnet. 1895 richtete er das erste russische metallographische Laboratorium ein. 1899 wurde er Chefmetallurg des Obuchow-Werks.
Rzeszotarski lehnte 1900 einen Ruf an das Warschauer Nikolaus-II.-Polytechnische Institut ab. Er lehrte am St. Petersburger Polytechnischen Institut und leitete ab 1902 den Lehrstuhl für Metallurgie. Dank seiner Forschungsarbeiten wurden in den russischen Hüttenwerken neue Verfahren zur Verbesserung der mechanischen Eigenschaften der Stähle für Geschützrohre und Panzerungen entwickelt. Er verfasste Lehrbücher zur Metallkunde der Stähle und auch einige Artikel für den Brockhaus-Efron.
Rzeszotarski starb am 29. Januar 1904 in St. Petersburg an einer Lungenentzündung und wurde in Warschau auf dem Powązki-Friedhof begraben.